# Arisaig
Arisaig (Schots-Gaelisch: Àrasaig) is een kustdorp in de Schotse lieutenancy Inverness in het raadsgebied Highland ten zuiden van Mallaig en ten westen van Fort William.
Arisaig wordt bediend door een station op de West Highland Line.